# If You Ever Come Back
"If You Ever Come Back" is een nummer van de Ierse band The Script. Het nummer verscheen op hun album Science & Faith uit 2010. Op 4 april 2011 werd het uitgebracht als de derde single van het album.

## Achtergrond
"If You Ever Come Back" is geschreven en geproduceerd door zanger Danny O'Donoghue en gitarist Mark Sheehan in samenwerking met Steve Kipner en Andrew Frampton. De single werd een hit in een aantal landen. Opvallend genoeg behaalde het in hun thuisland Ierland de hitlijst niet, en was het in de UK Singles Chart een flop met de 188e plaats als hoogste notering. In Nederland kwam de single echter tot plaats 29 in de Nederlandse Top 40, terwijl ook in Australië en Nieuw-Zeeland de hitlijsten werden gehaald.

## Hitnoteringen

### Nederlandse Top 40
| Hitnotering: 25-06-2011 t/m 09-07-2011 | Hitnotering: 25-06-2011 t/m 09-07-2011 | Hitnotering: 25-06-2011 t/m 09-07-2011 | Hitnotering: 25-06-2011 t/m 09-07-2011 | Hitnotering: 25-06-2011 t/m 09-07-2011 |
| Week                                   | 1                                      | 2                                      | 3                                      |                                        |
| -------------------------------------- | -------------------------------------- | -------------------------------------- | -------------------------------------- | -------------------------------------- |
| Positie                                | 31                                     | 29                                     | 37                                     | uit                                    |

### NPO Radio 2 Top 2000
| Nummer met noteringen in de NPO Radio 2 Top 2000 | '12  | '13  |
| ------------------------------------------------ | ---- | ---- |
| If You Ever Come Back                            | 1694 | 1861 |

1. ↑  Een vetgedrukt getal geeft de hoogste notering aan.
2. ↑  2012 was het eerste jaar met een notering voor dit nummer.
3. ↑  Deze tabel is bijgewerkt tot en met de laatste editie (2024).